# Timber Wolf
Timber Wolf (Lobo Gris) es un personaje que aparece en los cómics estadounidenses publicados por DC Comics. Es miembro de la Legión de Super-Héroes del planeta Zoon (deletreado en historias posteriores como Zuun) y posee mayor fuerza y agilidad.

## Historial de publicaciones
Timber Wolf apareció por primera vez en Adventure Comics #327 (diciembre de 1964) como Lone Wolf, creado por Edmond Hamilton y John Forte. Se unió al equipo en Adventure Comics #372 (septiembre de 1968).

## Biografía ficticia
Brin Londo obtuvo poderes de los experimentos realizados por su padre, el Dr. Mar Londo. Karth Arn, el celoso asistente androide de Mar, cambia de identidad con Brin, pero la trama finalmente se revela cuando "Lone Wolf" se encuentra por primera vez con la Legión. Es uno de los primeros graduados de la Academia de la Legión. Se cree que murió durante seis meses, pero luego se revela que fue secuestrado por el villano Tyr (durante su cautiverio, sus rasgos se vuelven más lupinos). El tiene un romance de larga data con su compañera legionaria Light Lass; ellos se separan debido a un malentendido cuando Light Lass encuentra a Timber Wolf abrazando a Saturn Girl en un asteroide congelado. En Action Comics # 377 (julio de 1969), Timber Wolf luchó contra la adicción al jugo de Lotus Fruit.
En la cuarta serie de Legion of Super-Heroes, finalmente se revela que Timber Wolf se transformó en una criatura gigante, en su mayoría sin sentido, parecida a un perro apodada Furball, debido a que el Doctor Regulus lo bombardeó con radiación durante su intento de destruir el sol. Jo Nah (Ultra Boy) ocultó esto a la Legión debido al deseo de Brin de evitar que sus amigos descubrieran en qué se había convertido.
Furball desaparece, lo que da como resultado que un grupo de miembros de la Legión busque a Furball y Brainiac 5 (Querl Dox). Eventualmente descubren que Darkseid está involucrado en un proceso científico para crear un Semidiós a partir de una niña, Aria. La pequeña tropa de la Legión finalmente encuentra a Darkseid (que ha estado reteniendo al padre de Aria y al hermano Gemelo Sagrado como rehenes) y, a pesar de la intervención de la Legión, Darkseid, con la ayuda renuente del padre de Aria, logra transformar a Aria en la Entidad Géminis usando su Matriz Géminis recientemente adquirida. Darkseid está enojado por la falta de voluntad de Gemini para hacer el trabajo para el que la creó, y también por su amabilidad hacia Brin, y restaura a Brin a su forma humana anterior, sabiendo muy bien que el cambio de su estado más bestial eventualmente lo matará.
En Legion of Super-Heroes (vol. 4) Annual # 3 (1992), Brainiac 5 descubre que la "condición" de Brin fue el resultado final de las maquinaciones científicas de su padre que han deteriorado a Brin hasta el punto de una malignidad fatal. Brin decide esperar el resto de su vida con un pequeño grupo de amigos de la Legión que siente que son "familia". Géminis aparece mágicamente y, debido a su profunda amistad con Brin, intenta curarlo, transportándolo de regreso al tiempo antes de que experimentara con Zuunium, pero accidentalmente los traslada a los dos a la Tierra de finales del siglo XX, lo que transforma a Brin en una nueva criatura híbrida diferente en algún lugar entre su yo original y la bestia Furball.
Posteriormente, en la miniserie Timber Wolf, Brin es descubierto por un grupo subterráneo "secreto" de bajo perfil y subvencionado por el gobierno, Point Force, que recluta "metahumanos sin reputación" para operaciones encubiertas. Se une a regañadientes a Point Force, al darse cuenta de que pueden ser su única esperanza de encontrar y rescatar a Gemini, quien ha sido secuestrado por los Dominadores para usarlo como una fuente de energía divina.
Finalmente, se hace amigo del superhéroe Jamm de "New Blood" y científicos locos lo experimentaron nuevamente para crear su propio "Timber Wolf". El proceso transformó a Brin nuevamente, haciéndolo físicamente parecido a un lobo (con un pelaje limitado de piel marrón-negra en su cuerpo) pero le permitió retener su mente. Timber Wolf regresó al futuro y finalmente se reconcilió con la Legión.
La encarnación muda de Furball apareció en Final Crisis: Legion of 3 Worlds #5, junto con varios legionarios de mundos alternativos, para luchar contra Time Trapper al final de los tiempos.

### Reinicio
En el reinicio post-Hora cero, Timber Wolf se introdujo en la miniserie Legion Worlds. Parece provenir de Rimbor, el planeta de origen de Ultra Boy. Es el líder de una pandilla rival de Ultra Boy en esta continuidad (Ultra Boy lideró una pandilla, los Emerald Dragons; Timber Wolf lideró una pandilla, los Lone Wolves). Hay un triángulo amoroso entre él, Ultra Boy y Apparition, ya que conoció a Apparition mientras Ultra Boy era parte del equipo perdido en la Segunda Galaxia y formó una fuerte conexión con ella. Timber Wolf luego se dio cuenta de que sus sentimientos por Apparition eran solo los de un amigo, pero Ultra Boy permaneció celoso.
Esta versión del personaje tenía un factor curativo. Más tarde, el suero que le dio sus poderes hizo que se mutara en un hombre lobo salvaje.
Un personaje llamado Lupin, que se parecía a Furball, apareció brevemente en una historia anterior como un holograma, pero debido a que el equipo creativo cambió, esto no se retomó.

### Tres botas
En el reinicio de 2004, escrito por Mark Waid, Timber Wolf apareció originalmente como asociado de la Legión, pero posteriormente se convirtió en miembro completo de la Legión. No se reveló nada sobre su origen en esta serie, que terminó en el número 50 con varias tramas sin resolver. No se mostró en su encarnación de lobo en este reinicio, pero aún era propenso en su forma humana a un estallido de ira violento y vicioso, especialmente cuando la Princesa Projectra, por quien llevaba una antorcha, se ve amenazada. Cuando Projectra, enloquecida por la pérdida de su planeta natal de Orando, comenzó a culpar a toda la Legión por sus pérdidas, Timber Wolf se puso de su lado, yendo tan lejos como para encubrir la salvaje golpiza de Phantom Girl en sus manos, escabulléndose. Princesa Projectra y activó anónimamente la alarma Legion Ring de Phantom Girl solo cuando estaba seguro de la seguridad de Projectra.
Esta versión de Timber Wolf tiene todos los poderes de las iteraciones anteriores, pero a pesar de ser completamente humano, tiene algunos rasgos animales "transferidos" a su cuerpo humanoide, como uñas con garras y caninos ligeramente alargados.

### Reinicio post-Crisis Infinita
Los eventos de la miniserie Crisis Infinita han restaurado un análogo cercano de la Legión Pre-Crisis a la continuidad, como se ve en el arco de la historia "The Lightning Saga" en Justice League of America y Justice Society of America, y en "Superman y la Legión de Super-Héroes" arco argumental en Action Comics. Timber Wolf está incluido en la Legión y aparentemente reconciliado con Lightning Lass.
En la historia cruzada "The Lightning Saga", se revela que Timber Wolf está vivo en el presente, junto con otros seis miembros de la Legión. Fue descubierto en Ciudad Gorila, participando en una carrera montando Velociraptores sin tener idea de quién es realmente. Solo el nombre "Lightning Lad" (hablado en Interlac) pudo recuperar su memoria. Después de completar su misión "secreta" en el siglo XXI, posteriormente regresa a su propio tiempo junto con Dream Girl, Sensor Girl, Dawnstar y Wildfire.

### The New 52
En septiembre de 2011, The New 52 reinició la continuidad de DC. En esta nueva línea de tiempo, en una segunda serie de Legion Lost, Timber Wolf, junto con Chameleon Girl, Wildfire, Dawnstar, Tellus, Tyroc y Gates están atrapados en el siglo XXI mientras persiguen a un terrorista genético que viaja en el tiempo. Después de la exposición al mutágeno del terrorista, las uñas de Brin se endurecieron, pareciendo garras afiladas que podía expulsar como proyectiles (aunque no sin algo de dolor), volviendo a crecer en cuestión de segundos.
En la secuela de "Watchmen", "Doomsday Clock", Timber Wolf se encuentra entre los legionarios que aparecen en el presente después de que el Doctor Manhattan deshiciera el experimento que borró la Legión y la Sociedad de la Justicia de América.

## Poderes y habilidades
Originalmente, Timber Wolf era sobrehumanamente fuerte, rápido y ágil, pero cuando el suero lo transformó en un licántropo parecido a un lobo, ganó garras, sentidos mejorados, la capacidad de curarse rápidamente de las heridas e incluso una fuerza mayor. Como subproducto de su forma de lobo, a menudo es propenso a estallidos de furia salvaje.
A través de la exposición a un mutágeno mientras estaba atrapado en el siglo XXI, obtuvo la capacidad de disparar sus uñas como proyectiles afilados, volviéndolas a crecer casi de inmediato.

### Equipo
Como miembro de la Legión de Super-Héroes, se le proporciona un anillo de vuelo de la Legión. Le permite volar y lo protege del vacío del espacio y otros entornos peligrosos.

## En otros medios
- Timber Wolf hace un cameo en el episodio de Liga de la Justicia Ilimitada, "Far From Home", como uno de los legionarios cautivos bajo el control de los Cinco Fatales.
- Timber Wolf aparece en Legion of Super Heroes (2006), con la voz de Shawn Harrison. Esta versión puede transformarse en una gran criatura parecida a un lobo, una habilidad obtenida de los experimentos de su padre con los animales del planeta Rawl. Inicialmente no pudo controlar su forma de lobo, pero finalmente obtuvo un mejor control con la ayuda de Saturn Girl. Sin embargo, la experimentación de su padre alteró permanentemente su ADN, lo que provocó que no pudiera volver completamente a la normalidad y conservar los rasgos animales incluso cuando no se transformó.
- Timber Wolf aparece en Legion of Super-Heroes (2023), con la voz de Robbie Daymond. Esta versión es miembro del consejo de la Academia de la Legión.

## Lectura adicional
- The Legion Companion por Glen Cadigan, TwoMorrows Publishing (2003)
- "Examing Bendis’ New Legion of Super-Heroes Group Picture", Comic Book Revolution (26 de julio de 2019)
- "What to Expect From DC’s New Legion of Super-Heroes" por Mike Cecchini, Den of Geek (Sept 30, 2019)
- The DC Comics Encyclopedia DK Publishing (2004)
- "Who's Who: Timber Wolf", The Legion of Super-Bloggers (2015)